# Беляев, Андрей Юрьевич
Андре́й Юрьевич Беляев (род. 16 марта 1983, Зуевка Кировской области, РСФСР, СССР) — российский пауэрлифтер, рекордсмен. Неоднократный чемпион России, Европы, Мира в федерациях IPF, ФПР, GPA, IPL, WRP, победитель многих международных турниров, бронзовый призер Кубка Титанов (2009, 2011). Обладатель рекордов России, Европы и Мира. Мастер спорта России международного класса.

## Биография
Андрей Юрьевич Беляев родился 16 марта 1983 года в городе Зуевка Кировской области. Занятия спортом начал в 14 лет в местном спортивном зале. Первые соревнования Андрея Беляева состоялись в 1999 году — это были областные юниорские соревнования по пауэрлифтингу. Несмотря на шестой результат (приседание 140 кг, жим 130 кг и тяга 170 кг), Андрею Беляеву очень понравилось соревноваться, что определило его дальнейшую жизнь. Тренером Андрея стал первый советский чемпион Европы и мира по пауэрлифтингу, мастер спорта международного класса, Александр Петрович Лекомцев.
В 2000 году переезжает в Киров и поступает в Русский Университет Инноваций, а в 2001 году переводится в Вятский государственный университет на социально-экономический факультет (выпуск СЭФ-2003).

## Семья
Женат, воспитывает дочь.

## Результаты выступлений
2001
Чемпионат России по пауэрлифтингу среди девушек и юношей (г. Воткинск) — .
2002
Чемпионат России по пауэрлифтингу ФПР среди юниоров (г. Новокузнецк) — .
2002
Чемпионат Мира IPF по пауэрлифтингу среди юниоров (г. Сочи) — .
2003
Чемпионат России по пауэрлифтингу ФПР (г. Казань) — .
Чемпионат Европы по пауэрлифтингу EPF среди юниоров (Чехия) — .
Чемпионат Мира по пауэрлифтингу IPF среди юниоров (Польша) — .
Чемпионат Мира по пауэрлифтингу IPF среди мужчин (Дания) — дисквалификация на 2 года по результату допинг-теста.
2005
Чемпионат Мира по жиму штанги лежа IPF (Швейцария) — .
2006
Чемпионат России по пауэрлифтингу ФПР (г. Уфа) — .
Чемпионат Европы EPF по пауэрлифтингу (Чехия) — .
2007
Чемпионат Мира IPF по пауэрлифтингу (Австрия) — .
2008
Чемпионат России по пауэрлифтингу ФПР (г. Уфа) — .
Чемпионат России по жиму штанги лежа ФПР (г. Суздаль) — .
2009
Чемпионат России по пауэрлифтингу ФПР (г. Владимир) — .
Кубок Титанов (г. Санкт-Петербург) —  в абсолютном зачёте.

## Дисквалификация из IPF
В 2003 году после допинг-теста на Чемпионате Мира по пауэрлифтингу IPF среди мужчин (Дания) был дисквалифицирован на 2 года, результат соревнований аннулирован. В 2005 году вернулся к соревновательной деятельности.